# 公报 (锡达拉皮兹)
《公报》（英語：The Gazette），中文全称《锡达拉皮兹公报》是美国一份日报和在线新闻媒体，位于爱荷华州锡达拉皮兹。该报于1883年1月10日星期三以晚报的形式发表，并以《晚报》（Evening Gazette）为品牌。
该报在爱荷华州的东北部和中东部发行，包括锡达拉皮兹和爱荷华市区。 它以前被称为《锡达拉皮兹公报》（The Cedar Rapids Gazette）。截至2019年9月，《公报》日版发行量为32,616份，周日版发行量为378,060份。
员工拥有的佛林斯（Folience）母公司拥有公报通讯股份有限公司（Gazette Communications，Inc.,曾用名“公报公司”、“公报通讯”和“ SourceMedia集团”），后者出版《公报》和其他报纸，包括位于林恩县的"Penny Saver"和约翰逊县的Community News Advertiser。